# لئونل آلتوبلی
لئونل آلتوبلی (انگلیسی: Leonel Altobelli؛ زادهٔ ۲۰ ژوئیهٔ ۱۹۸۶) بازیکن فوتبال اهل آرژانتین است. 
از باشگاه‌هایی که در آن بازی کرده‌است می‌توان به باشگاه فوتبال آلباسته بالومپیه، باشگاه فوتبال جیمناسیا لاپلاتا، باشگاه فوتبال بوریرام یونایتد، باشگاه فوتبال دپورتیوو مورون، و باشگاه فوتبال اتلتیکو تیگره اشاره کرد.